# Daniel Dumitrescu
Pour les articles homonymes, voir Dumitrescu.
Daniel Dumitrescu est un boxeur roumain né le 23 septembre 1968 à Bucarest.

## Carrière
Lors des Jeux olympiques de 1988 à Séoul, il remporte la médaille d'argent dans la catégorie poids plumes ne s'inclinant qu'en finale face à l'Italien Giovanni Parisi. Aux Jeux olympiques de 1992 à Barcelone, il atteint les quarts de finale, s'inclinant face au Géorgien Ramazan Paliani.
Dumitrescu passe professionnel en 1993 avant de prendre sa retraite sportive en 1997 sur un bilan de 5 victoires et 2 défaites.

## Référence
1. ↑  (en) « Daniel Dumitrescu Biography and Olympic Results », sur www.sports-reference.com (consulté le 18 juillet 2011)